# Municipio de Leven
El municipio de Leven (en inglés: Leven Township) es un municipio ubicado en el condado de Pope en el estado estadounidense de Minnesota. En el año 2010 tenía una población de 499 habitantes y una densidad poblacional de 5,44 personas por km².

## Geografía
El municipio de Leven se encuentra ubicado en las coordenadas 45°42′41″N 95°20′19″O / 45.71139, -95.33861. Según la Oficina del Censo de los Estados Unidos, el municipio tiene una superficie total de 91.77 km², de la cual 84,7 km² corresponden a tierra firme y (7,7 %) 7,07 km² es agua.

## Demografía
Según el censo de 2010, había 499 personas residiendo en el municipio de Leven. La densidad de población era de 5,44 hab./km². De los 499 habitantes, el municipio de Leven estaba compuesto por el 99 % blancos, el 0,2 % eran afroamericanos, el 0,2 % eran de otras razas y el 0,6 % eran de una mezcla de razas. Del total de la población el 0,2 % eran hispanos o latinos de cualquier raza.